# Pont de Namur

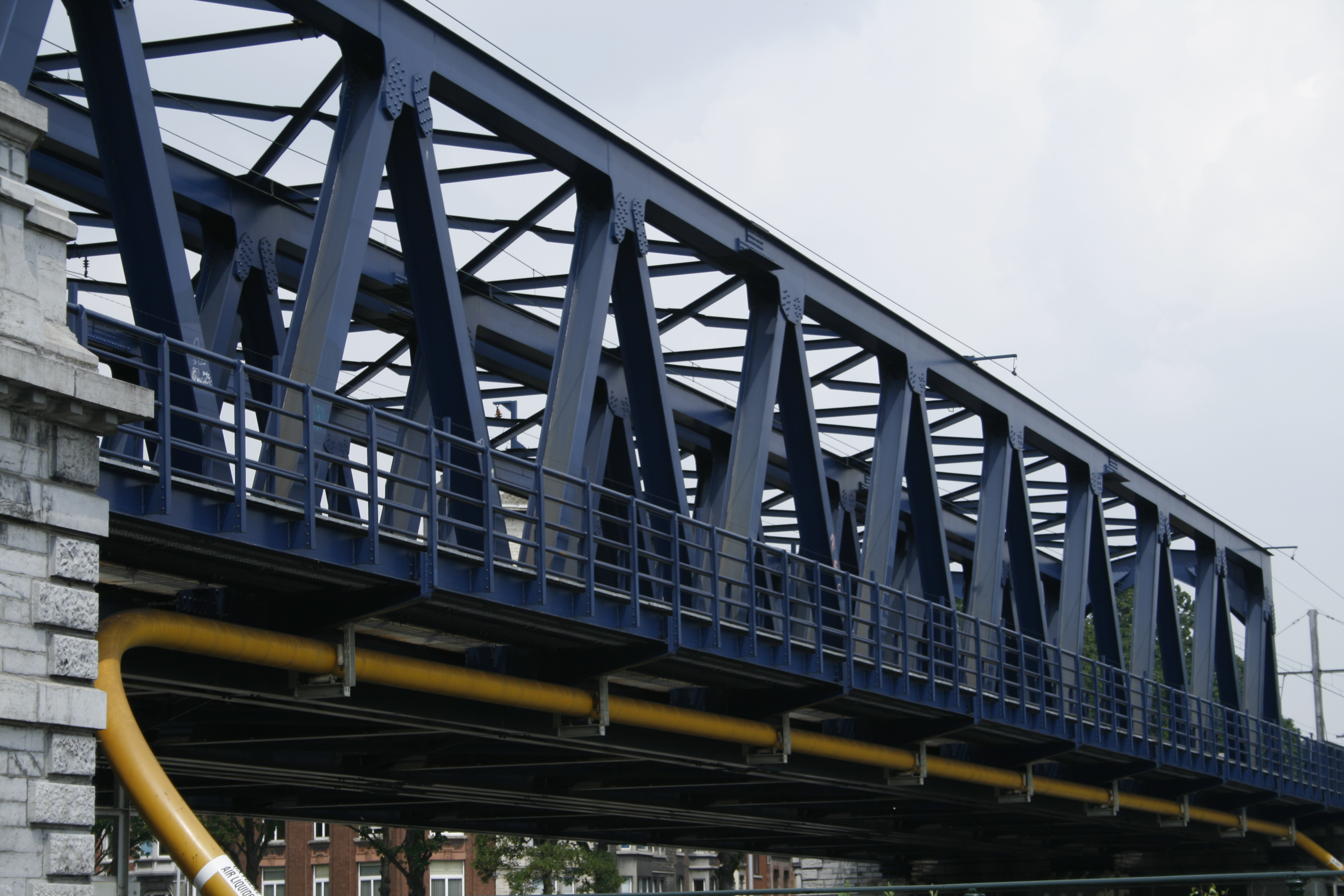
Pont de Namur

De Pont de Namur is een spoorbrug over de Ourthe in Luik.
Door deze brug kan spoorlijn 40 van Luik Guillemins zich naar het noorden begeven, richting Wezet en Maastricht.
Het is een metalen vakwerkbrug van ongeveer 150 meter lengte, die Vennes met Kinkempois verbindt.